# Vibrante múltiple bilabial sonora
La vibrante múltiple bilabial sonora es un tipo de sonido consonántico, usado en algunas lenguas habladas. El símbolo en el alfabeto fonético internacional que representa este sonido es ⟨ʙ⟩, y el símbolo X-SAMPA equivalente es B\.
En muchos de los idiomas en los que se produce la vibrante múltiple bilabial, solo ocurre como parte de una oclusiva bilabial prenasalizada con liberación vibrante múltiple, como [mbʙ]. Esto se desarrolló históricamente desde una oclusiva prenasal ante una vocal posterior relativamente alta, como en [mbu]. En tales casos, estos sonidos por lo general todavía se limitan al entorno de ir seguidas de [u]. Sin embargo, las vibrantes múltiples bilabiales en mangbetu pueden preceder a cualquier vocal y solo a veces son precedidas por una nasal.
Unos pocos idiomas, como el mangbetu del Congo y el ninde de Vanuatu, distinguen entre 2 consonantes vibrantes múltiples bilabiales, una sonora y la otra sorda.

## Características
- Su forma de articulación es vibrante, lo que significa que se produce mediante la dirección de aire sobre el articulador de modo que vibra. En la mayoría de los casos, solo se encuentra como la liberación vibrante de una parada prenasalizada.
- Su lugar de articulación es bilabial, lo que significa que se articula con ambos labios.
- Su fonación es sonora, lo que significa que las cuerdas vocales vibran durante la articulación.
- Es una consonante oral, lo que significa que al aire se le permite escapar solo por la boca.
- Debido a que el sonido no se produce con el flujo de aire sobre la lengua, la dicotomía centro-lateral no se aplica.
- El mecanismo de la corriente de aire es pulmonar, lo que significa que se articula empujando el aire solo con los pulmones y el diafragma, como en la mayoría de los sonidos.

## Aparición en distintas lenguas
- Kele: [ᵐʙulim] cara
- Kom: [ʙ̥ɨmɨ] creer
- Komi-Permyak: [ʙuɲgag] escarabajo pelotero
- Lizu: [tʙ̩˥˩] frijol
- Medumba: [mʙʉ́] perro
- Neverver: [naɣaᵐʙ̥] fuego, leña
- Ngwe: (dialecto Lebang): [àʙɨ́ ́] ceniza
- Nias: simbi [siʙi] mandíbula inferior
- Pára Arára: [ʙ̥uta] tirar
- Pirahã: kaoáíbogi [kàò̯áí̯ʙòˈɡì] espíritu maligno
- Pumi: [pʙ̩˥] cavar
- Titan: [ᵐʙutukei] plato de madera
- Ubykh: [t͡ʙ̥aχəbza] idioma ubykh
- Unua: [ᵐʙue] cerdo
- Sangtam: [t ͡ʙʰʌ˥˩] ̀  plato
- Wari': [t͡ʙ̥ot͡ʙ̥oweʔ] pollo